# 塔拉里
塔拉里（法語：Tarrare，約1772年－1798年）是位法国军人和艺人，以异乎寻常的饮食习惯闻名。他总是饥肠辘辘，能够吃下大量的肉类。由于父母实在供养不起，所以他十几岁时就离开了家。他与一帮小偷和妓女走遍法国，以招摇撞骗为生。他能吞下软木塞、石头、活的动物，以及满满一篮苹果。凭着这样的“技艺”，塔拉里到达巴黎，成为街头艺人。
第一次反法同盟建立后，塔拉里加入法国革命军。由于军粮无法满足胃口，他把從排水沟到垃圾堆中找到的任何食物都能吞下肚，但即便如此，他的情况还是随饥饿恶化。精疲力尽之下，塔拉里住进医院，工作人员开展一系列医学实验来研究他的食量。在此期间，他一顿就能吃掉15人量的食物，还吃掉了活猫、活蛇、活蜥蜴和小狗，甚至根本没嚼一口就吞掉一条鳗鱼。虽然食量惊人，但塔拉里的体型正常，而且除精神萎靡外也没有表现出任何精神类疾病迹象。
亚历山大·德·博阿尔内将军打算充分利用塔拉里的“才能”充当法国军队信使，先让他吞下文件，穿过敌军战线到达安全地点后再把文件从粪便中拉出来。不幸的是，塔拉里不会说德语，首次上路就被普鲁士军队所擒，受尽折磨后才回到法国军队。
经历这次教训后，塔拉里决定采取任何手段纠正自己的食欲问题，先后服用鸦片酊、烟丸、葡萄醋和水煮蛋。但这些治疗都以失败告终。医生无法让他控制饮食，饥饿的塔拉里会设法溜出医院，在水沟、垃圾堆以及屠夫的商店外搜寻動物內臟，甚至意图喝下医院中其他病人的血，或是吃掉太平间的尸体。院方怀疑他吃掉了一个孩子，因此将塔拉里赶了出去。四年后，他出现在凡尔赛镇，患上严重的肺结核，之后又患上严重腹泻，于不久后去世。

## 童年和早期经历
1772年前后，塔拉里生于法国里昂附近的乡间，具体出生日期已无从考证，甚至连“塔拉里”到底是其真名还是绰号都已无法确定。
塔拉里从小胃口惊人，十几岁时，他已经能够在一天里吃掉四分之一头牛，重量几乎和他本人一样。父母实在供养不起，只能把他赶出家门。此后几年里，他跟随一帮窃贼和妓女走遍全国，通过乞讨和偷窃获取食物，之后成为职业骗子，在法国各地招摇撞骗为生。塔拉里吃瓶塞、石头和活动物的举动吸引他人驻足观看，他还一个接一个大口吞掉整篮苹果。他吃起食物来狼吞虎咽，特别喜欢吃蛇肉。
1788年，塔拉里来到巴黎，成为街头艺人。这段时间他的事业总体还算成功，但也有一次因表演过程中出现问题患上严重的肠梗阻。围观的众人将他抬到医院，接受强力泻药治疗。完全康复后，塔拉里提议现场表演，自称能吃掉医生的怀表和表链，吉罗（M. Giraud）医生对此不为所动，并警告塔拉里，如果真吃掉这些东西，自己就会把他剖开取回。

## 外貌和行为
虽然食量异常之大，但塔拉里身型苗条、体重适中。17岁时，他的体重只有45公斤。据称，他有一头异常柔软的金发，嘴巴特别宽，一口牙齿严重变色，几乎都看不出来哪里是嘴唇。如果没有吃东西，他的皮肤会非常松弛，甚至可以把腹部的皮肤在腰部卷起来。吃饱后，他的腹部会胀大得“像个巨大的气球”。他脸颊的皮肤也很松弛，皱巴巴地挂在脸上，他可以在嘴里放进苹果或12个鸡蛋，这时脸上的皮肤才会完全伸展开来。他的体温总是很高，大汗淋漓，而且一直散发出狐臭，根据记载，塔拉里的狐臭非常严重，他人只要走到20步以内就无法忍受。同时这种体臭还会在他进食后加剧，他的眼睛和脸颊会布满血丝，别人还能看到他身上散发出蒸汽。他还会变得昏昏欲睡，睡觉期间会大声打嗝，下巴还有吞咽动作。他还患有慢性腹泻，据称排便“臭到超乎所有人的想象”。虽大量摄入食物，但塔拉里并不会经常呕吐，体重也没有显著增长。在他人眼里，塔拉里除食量惊人外没有明显的精神疾病或异常行为迹象，只不过精神上较为萎靡不振而已。
造成塔拉里食量如此之大的原因尚不清楚。虽然这一时期也存在其他类似行为的记录，但没有任何一起记录下来的现代多食症案例像他这样极端，而且除塔拉里外，也没有任何同时期病人死后有过验尸。甲状腺功能亢进症可能诱发极大的食欲和体重快速下降，有专家推测，塔拉里的症状可能是因杏仁核或腹内侧核受损而导致，已知动物在伤及杏仁核或腹内侧核时会引发多食症。

## 军旅生涯
第一次反法同盟建立后，塔拉里加入法国革命军。不幸的是，军粮也无法满足他的胃口。他会和战友一起外出执行任务，获得他人的口粮为回报，并在垃圾堆裡寻找残羹剩饭，但还是吃不饱。精疲力尽的他被送进上莱茵省苏茨-上莱茵的部队医院。虽然一人独得四人份口粮，但塔拉里还是饿得慌，水槽或垃圾箱中的食物残渣他都不会放过，还会吃掉其他病人吃剩的食物，甚至潜入药剂师的房间偷吃膏药。军医无法理解他何以会有如此之大的胃口，军队命令塔拉里留在部队医院，接受第九轻骑兵团外科医生考维尔、乔治·迪迪埃（George Didier），以及医院外科主任佩尔西男爵（Baron Percy）设计的生理学实验。
考维尔和佩尔西决定检验塔拉里到底能吃掉多少食物。他们安排医院大门旁准备15名劳工份量的膳食，通常来说医院工作人员不会让塔拉里走到食物跟前，但这次考维尔允许病人不受他人干扰地走到台前。塔拉里吃掉了整整两个大肉饼，几盘油脂和盐，还喝掉了15.14升牛奶，然后马上就倒头大睡。考维尔发现，塔拉里的腹部膨胀起来并且绷紧，就像个大气球。另一次测试是在他面前放了隻活猫。塔拉里用牙齿撕开猫的腹部，先是喝掉血液，然后把除骨头外的整只猫都吃了下去，再把皮毛和皮肤呕吐出来。此后，医院工作人员尝试过多种动物，如蛇、蜥蜴和小狗等，全被他吞下肚，他还曾用牙齿咬碎鳗鱼的头，然后整条吞下肚。

### 军队信使
在医院里当了几个月实验品后，军方打算让塔拉里继续服役。考维尔医生非常希望能继续研究病人的饮食习性和消化系统，他向亚历山大·德·博阿尔内将军建议，让塔拉里的“才干”为军队所用。他先将文件放入木盒，让塔拉里吞下木盒，两天后，木盒出现在粪便中，里面的文件依然清晰可读。考维尔于是向将军建议，让塔拉里充当军队信使，因为他可以“携带”文件通过敌区，即便搜身也无法发现。
博阿尔内将军召集莱茵河集团军的各级指挥官，共同验证塔拉里的“工作能力”。塔拉里成功吞下盒子，并获得一独轮车的公牛内脏作为奖励，他马上就在一堆将军面前把这14公斤生牛肺和牛肝全吃掉了。
经过这次成功的展示，塔拉里正式成为莱茵河集团军的间谍。博阿尔内将军对塔拉里用身体携带信件的能力深信不疑，但也担心其精神状态能否担此大任，所以一开始并不愿将重要军事文件交给他。塔拉里的第一项任务是前去诺伊施塔特附近，给一位遭普鲁士人囚禁的法国上校捎信。军方告诉塔拉里，他肚里文件的军事意义极大，但那实际上不过是博阿尔内将军写的便条，要求上校确认是否收到文件，如果收到，那么就把任何有关普鲁士军队动向的信息再传回来。
塔拉里假扮成德国农民，借夜色掩护穿过普鲁士战线。但由于他不会说德语，因此当地居民很快就对他留上了神，还上报了普鲁士军方，塔拉里于是在兰道郊外被擒。普鲁士军人对他搜身检查，但没有发现任何疑点，面对敌人鞭打，塔拉里忠于使命、坚不吐实。他被带到当地普鲁士军队指挥官佐格里将军（General Zoegli）面前，但仍然拒绝交待，因此入狱。经过24小时的关押，塔拉里让步了，向敌人交待了传递信息的计策。他被锁进茅房，木盒在被他吞下30小时后终于重见天日。由于塔拉里先前声称自己带有至关重要的军事情报，因此佐格里将军在看到博阿尔内将军的“情报”后怒发冲冠，下令将塔拉里送上绞架，并且绞索都已经套到犯人脖子上。但就在最后一刻，佐格里心软了，塔拉里被带离绞架后又经受了一顿痛打，然后在法军战线附近获释。

## 治疗
间谍生涯出师不利之下，塔拉里开始竭尽全力避服兵役。他回到医院，向佩尔西表示愿接受任何治疗方案。佩尔西先给病人试服鸦片酊，然后是葡萄醋和烟丸，但都无济于事。接下来佩尔西又给塔拉里吃下大量水煮蛋，但这同样无法压制病人的食欲。医生想方设法让塔拉里控制饮食，但都徒劳无功，他会设法溜出医院，在屠夫的店铺外搜寻下水，与流浪狗争抢排水沟、小巷和垃圾堆裡的腐肉。医院工作人员先后多次抓到他吸食正在放血病人的血液，还打算吃掉太平间的尸体。其他医生认为塔拉里患有精神疾病，因此向佩尔西施压，要求将病人转送疯人院，但佩尔西仍然打算继续实验，所以塔拉里也继续留在部队医院。
经过一段时日，有位14个月大的孩童失踪，院方立即怀疑到塔拉里的头上。这一次，佩尔西没有（或者也是无法）替病人辩护，医院工作人员将塔拉里赶了出去，他再也没有回来。

## 逝世
4年後（1798年），凡爾賽鎮一家醫院有位名叫泰西的醫生與佩爾西取得聯絡，稱院中有位病人希望能見佩爾西一面。這個病人正是已經臥病在床、身體虛弱的塔拉里。塔拉里告訴佩爾西，自己曾於兩年前吞下一隻金叉，相信正是因為這只金叉留在體內導致他現在如此虛弱，希望佩爾西能想辦法把金叉弄出去。但佩爾西發現，病人實際上患有晚期肺結核。一個月後，塔拉里開始持續不斷地腹瀉，並在不久後去世。
屍體很快腐爛，醫院的醫生拒絕解剖。但泰西卻希望通過檢查病人體內找到病因，而且他也好奇，那支金叉是不是真的留在塔拉里體內。經過驗屍，醫生發現塔拉里的食道異常之寬，而且醫生只需打開病人的下巴就能從寬闊的通道一直看到胃裡。醫生還發現塔拉里的屍體裡到處都有膿，肝臟和膽囊都異常之大，胃非常龐大，但到處都是潰瘍，胃佔據了腹腔的大部分空間。
但是，泰西一直都没能找到那只金叉。

### 脚注
1. 1 2 3 4 5 6 7 8 9 10  Polyphagism，第203頁.
2. 1 2 3 4 5 6 7 8 9  Gould & Pyle.
3. ↑  Bondeson 2004，第275頁.
4. 1 2  Lord 1839，第111頁.
5. 1 2 3 4  Good 1864，第80頁.
6. 1 2 3 4 5 6 7 8 9 10 11 12 13 14  Bondeson 2004，第276頁.
7. ↑  Bondeson 2006，第305頁.
8. 1 2 3 4 5  Millingen 1839，第197頁.
9. 1 2 3 4 5 6 7 8 9 10 11 12 13 14  Bondeson 2004，第277頁.
10. 1 2 3 4 5  Millingen 1839，第198頁.
11. 1 2 3 4 5 6 7 8 9  Polyphagism，第205頁.
12. ↑  Lord 1839，第113頁.
13. 1 2  Bondeson 2004，第281頁.
14. ↑  The Cat Eaters.
15. ↑  Bondeson 2006，第312頁.
16. ↑  Bondeson 2006，第313頁.
17. 1 2 3 4 5 6 7 8 9 10 11 12 13  Polyphagism，第204頁.
18. ↑  Lord 1839，第112頁.
19. 1 2 3 4 5 6 7 8 9 10 11  Bondeson 2004，第278頁.
20. 1 2 3 4 5 6 7 8 9 10  Bondeson 2004，第279頁.
21. ↑  Bondeson 2004，第280頁.
22. ↑  Bondeson 2006，第310頁.

### 文献
- T. Bradley; Samuel Fothergill; William Hutchinson (编). . London Medical and Physical Journal (London: J. Souter). 1819, 42: 203  [2015-06-04]. （原始内容存档于2019-08-11）.
- Gould, George M.; Pyle, Walter L., , 1896, （原始内容存档于2012-11-11）
- Bondeson, Jan. . Stroud: Tempus Publishing. 2006. ISBN 0-7524-3662-7.
- Bondeson, Jan. . Ithaca, NY: Cornell University Press. 2004. ISBN 0-8014-8958-X.
- Good, John Mason.  15. New York: Harper & Brothers. 1864.
- Lord, Perceval B.  2. London: John W. Parker / Society for Promoting Christian Knowledge. 1839.
- Millingen, J. G.  2. London: Richard Bentley. 1839. OCLC 15518.
- Bondeson, Jan. . Fortean Times (London: Dennis Publishing). 2001-10, (151). （原始内容存档于2014-11-02）.

## 扩展阅读
- Percy, M. le Pr. . Journal de médecine, chirurgie, pharmacie (Paris). 1804-10, (9): 90–99  [2015-06-03]. （原始内容存档于2014-09-02）.. Baron Percy's original paper on Tarrare's medical history. (The date of this paper was Brumaire XIII of the French Republican Calendar, which would be sometime from late October to early November 1804 in modern reckoning.)